# Свічна
Свічна́ — село в Україні, у Летичівській селищній територіальній громаді Хмельницького району Хмельницької області. Населення становить 17 осіб.

## Історія
Село Свічна примикається до річки Південний Буг, до районного центру зна-ходиться на віддалі-72 км., населення -17 чоловік(2025р.). Рельєф даного пункту горбистий , грунт чорнозем, глинистий. З корисних копалин в селі є вапняки і граніт .Селяни села Свічної належали поміщику-католику, багато землі не мали ,а тому більше займалися риболовством і ремеслом.
У Свічні храм, що  був першим у цьому приході, побудований в 1731 році в честь св. Анни. Церковнопарафіяльну школу в селі відкрито в 1870 році у власному приміщенні. В 40-х роках ХІХ століття Кудинка приєднала приход Свічної, яка знаходилась в давнину в лісах. Особливо пам'ятний жителям Свічної Кармалюк. Тут він зупинявся з своїми повсталими побратимами. Він надавав допомогу багатьом жителям села. 
7 (20) листопада 1917 року, відповідно до Третього Універсалу Української Центральної Ради, увійшло до складу Української Народної Республіки.
В 1925 році в селі було організовано хату-читальню в одній кімнат Нечаюк Палажки. Село було визволено 8 березня 1944 року від німецько-фашистських загарбників. Електрифіковано село в 1950 році. У селі Свічна діяв колгосп «Червоний шлях». В селі побудовано клуб на 150 місць.
В роки Голодомору1932-33рр. відомо що померло 16 чоловік.    
В селі Свічна народився журналіст ,письменник Гринчук Микола Мусійович (27.09.1935-1995).
1986р. брав участь в ліквідації наслідків Чорнобильської АЕС житель с. Свічна Марчук Іван Васильович 11.05.1952р.н. На сільському кладовищі є 3 братські могили- одна прямо майже при вході, друга праворуч метрів 50 і спуститись вниз, а третя праворуч в кінець кладовища найбільша там 272 воїни захороненні.           
Колишнній орган місцевого самоврядування — Кудинська сільська рада.
12 червня 2020 року, відповідно до розпорядження Кабінету Міністрів України № 727-р «Про визначення адміністративних центрів та затвердження територій територіальних громад Хмельницької області», увійшло до складу Летичівської селищної територіальної громади.
19 липня 2020 року, в результаті адміністративно-територіальної реформи та ліквідації Летичівського району, село увійшло до складу новоутвореного Хмельницького району.

## Галерея

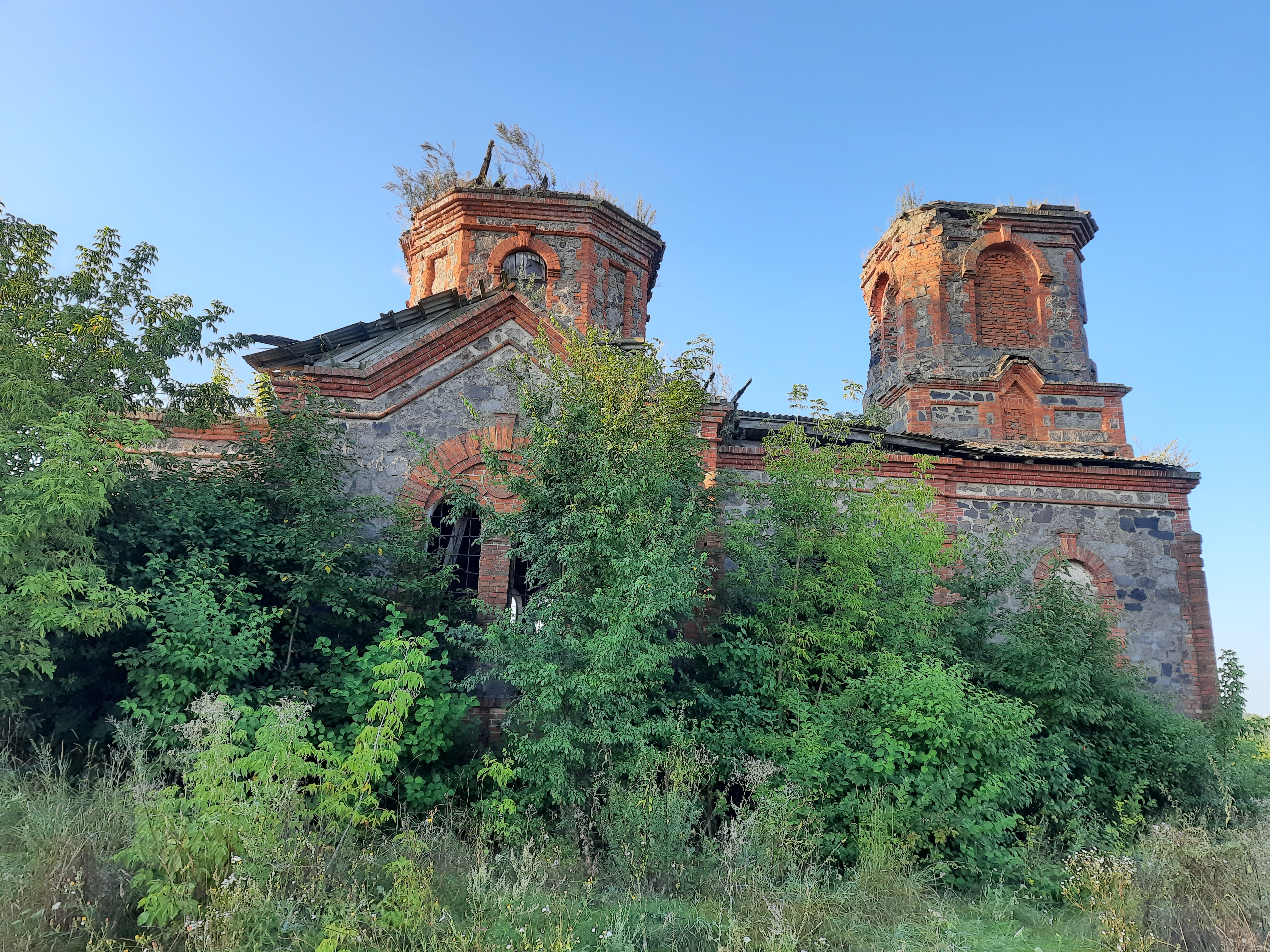
Братська могилаБратська могила 2Братська могила 3Церква Зачаття Святої Анни
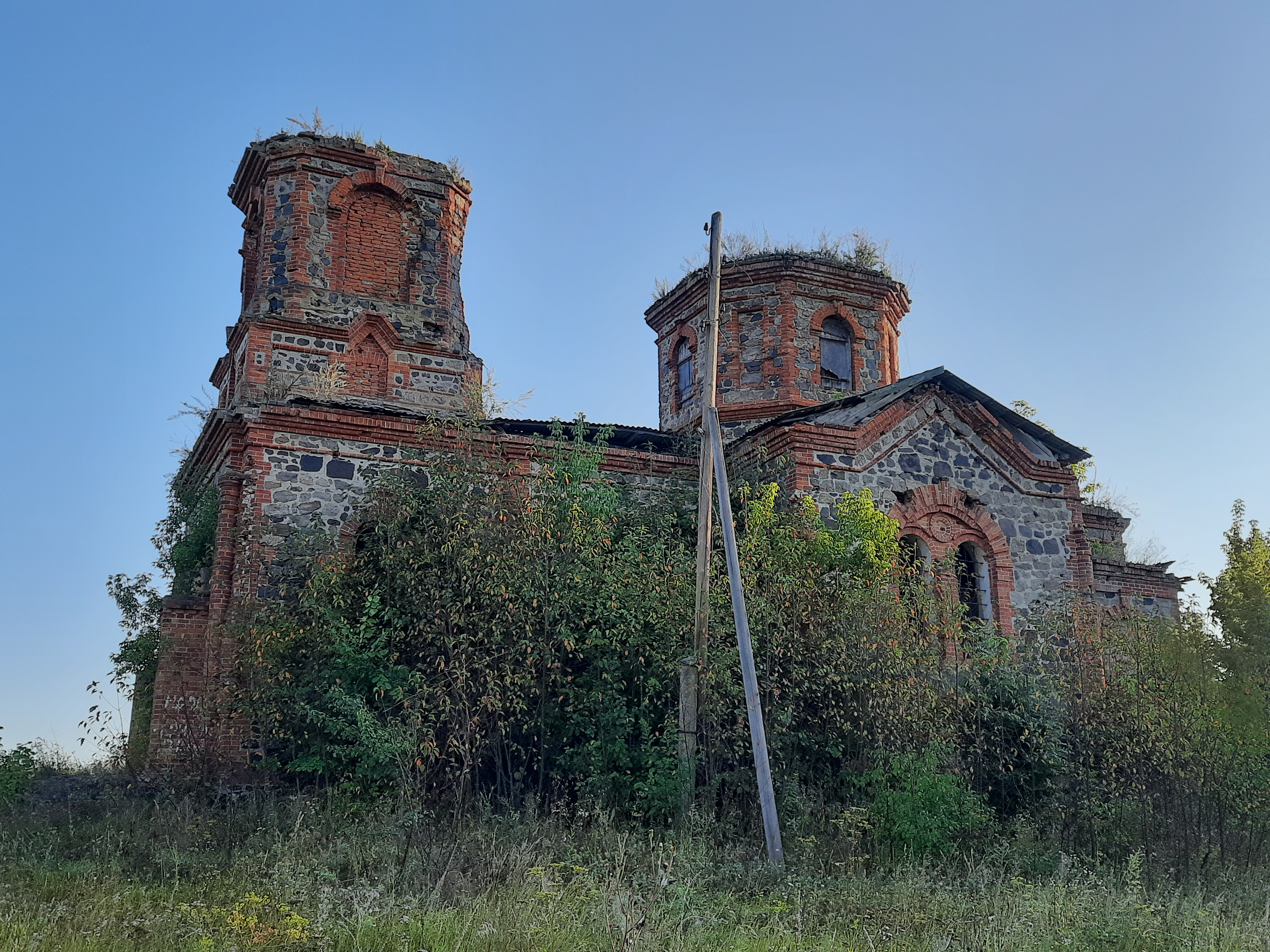
Церква Зачаття Святої Анни
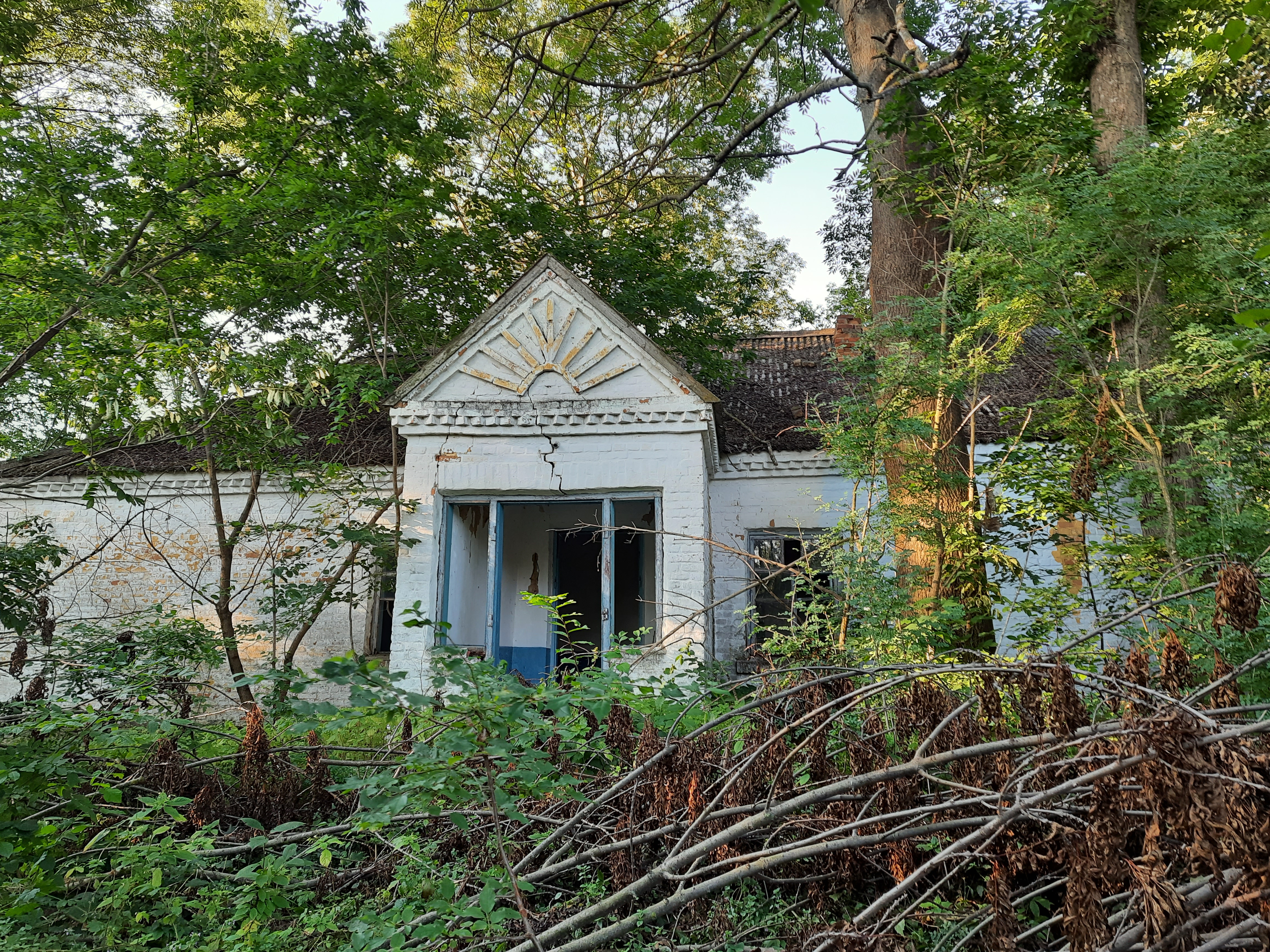
Будівля старої школи